# 何履亨
何履亨（？—1898年），字翔卿，清朝政治人物。

## 生平
生年不详，早年隨父遷居福州，咸丰六年（1856年）丙辰科进士，授甘肃镇番县知县。後在北洋水师学堂任职，光绪十年（1884年），任学堂监督。卒於光緒二十四年。

## 家庭
曾孙何震为中华民国末任福州市市长。